# 石川県道222号池田江崎線
石川県道222号池田江崎線（いしかわけんどう222ごう いけだえさきせん）とは、石川県輪島市内を通る一般県道（石川県道）である。

## 路線概要
- 起点：石川県輪島市門前町池田13字34番1地先（＝国道249号交点）
- 終点：石川県輪島市門前町江崎7字3番地先（＝石川県道50号穴水剱地線交点）

輪島市門前町南西部を流れる南川沿いに形成された集落を結ぶ。起点から東南方向に向かって進み、大切（おおぎり）地区までは南川に並行している。大切地区を過ぎると勾配がややきつくなるが、坂の途中にあたる石川県道50号穴水剱地線との三叉路で終点となる。途中の椎木（しいのき）地区では羽咋郡市門前基幹農道（能登外浦地区）との十字路の交点が設けられているものの、農道側はいずれの方向とも未開通である。

## 歴史
- 1973年（昭和48年）3月31日：路線認定。

## 接続道路
- 国道249号（輪島市門前町池田：起点）
- 石川県道50号穴水剱地線（輪島市門前町江崎：終点）

## 通過する自治体
- 石川県
  - 輪島市

## バス路線
- 北鉄奥能登バス（小山線：池田 - 江崎）

## 周辺施設
- 小山地区集会場（旧:学校門前町立小山小学校）
- 阿岸本誓寺
- ふれあい工房あぎし（知的障害者授産施設、旧:門前町立阿岸小学校）